# Марциновский, Ярослав Михайлович
Ярослав Михайлович Марциновский (укр. Ярослав Михайлович Марціновський, позывной — Цимбал; 30 сентября 1986, Ценява — 8 июня 2023, Новоданиловка) — украинский военнослужащий, солдат, участник российско-украинской войны. Герой Украины (2024, посмертно).

## Биография
Ярослав Марциновский родился 30 сентября 1986 года в селе Ценява Коломыйского района Ивано-Франковской области. В 2004 году окончил Коломыйский индустриально-педагогический колледж, получив специальность маляра-штукатура. После окончания учёбы работал на строительстве в Киеве. В 2015 году женился на Марии Снигур из посёлка Лисец; в 2018 году у них родилась дочь Надия. Семья проживала в селе Лисец.
В августе 2022 года, после начала полномасштабного вторжения России в Украину, Ярослав добровольно вступил в ряды Вооружённых сил Украины. Он прошёл обучение и стал гранатомётчиком в 47-й отдельной механизированной бригаде «Маґура».
8 июня 2023 года, во время выполнения боевого задания по зачистке окопов в районе села Новоданиловка Запорожской области, рядом с его штурмовой группой взорвалась граната. Пытаясь отбросить её, Ярослав получил смертельные ранения, закрыв собой товарищей и спасая их жизни.
28 июня 2023 года он был похоронен с военными почестями в родном селе Ценява.

## Награды
- Звание «Герой Украины» с удостоением ордена «Золотая Звезда» (11 декабря 2024, посмертно) — за личное мужество и героизм, проявленные в защите государственного суверенитета и территориальной целостности Украины, верность военной присяге[1].